# Derris angulata
Derris angulata är en ärtväxtart som först beskrevs av Adolpho Ducke, och fick sitt nu gällande namn av Adolpho Ducke. Derris angulata ingår i släktet Derris och familjen ärtväxter. Inga underarter finns listade i Catalogue of Life.